# ベッカムに恋して
『ベッカムに恋して』（原題: Bend It Like Beckham）は、2002年公開のイギリスの女子フットボールを題材にした映画。

## 概要
原題のBend It Like Beckhamは、イングランドのスタープレーヤー、デビッド・ベッカムのような弧を描くキックが蹴りたい（ベッカムのようにボールを曲げたい）、また、そのキックのように人生を変えたいと言う意。ベッカム本人は出演していないが、映画は鑑賞している。女子フットボールを軸に移民としての文化の差異や性差、思春期の恋愛などが描かれる。
主演のパーミンダ・ナーグラにとっては出世作となった。
ロカルノ国際映画祭観客賞、非同盟および発展途上国の平壌映画祭音楽賞など、様々な国際映画賞や、ESPY賞の映画部門賞を受賞している。
作中には、B21やバリー・サグー等の、イギリスで活躍するインド人アーティスト、いわゆるUKエイジアンの曲が多数フィーチャーされている。音楽シーンにおいても希少な映画である。
本作品は北朝鮮とイギリスの国交10周年を記念して北朝鮮のテレビ局で放映された最初の欧米の映画となった。

## あらすじ
ロンドン郊外のヒースローの近くに居を構え、インド系シク教の伝統を重んじる家庭に生を受けたジェス（パーミンダ・ナーグラ）はフットボールとデイヴィッド・ベッカムを愛する18歳の女の子。ジェスが公園でストリート・サッカーに興じているところを見つけたジュールズ（キーラ・ナイトレイ）が自分のクラブに誘い、コーチの青年ジョー（ジョナサン・リース＝マイヤーズ）にも見込まれる。ところが、祖国インドの伝統的慣習に喧しい何事にも保守的な母（シャヒーン・カーン）にフットボールに熱中している事が露見し、即座に禁止を申し渡される。ジェスの姉（アーチー・パンジャビ）は両親の期待通りのインド人男性と婚約中でまだ見ぬ将来を総出で祝う状況の中、ジェスは隠れてフットボールを続ける。ジョーが彼女の才能をつぶなさいよう両親を説得に来るが、一番速い球を投げるクリケットの選手だったジェスの父（アヌパム・カー）は、インド人という理由だけでイギリスのクリケット界から排他された苦い経験からジョーの願いを袖に振る。そのような生活を送る中でもゲームに参加、ドイツ遠征にウソをついて参加したジェスは、ジョーと惹かれ合う。キスをしたとジョーに恋するジュールズが誤解、決勝戦は出場しないと業を煮やす。しかも、姉の結婚式の日は決勝戦の日と重なっており二者択一の選択に懊悩する最中、憔悴した顔で結婚式に参加しているジェスを見かねた父は「姉の結婚式で笑顔になれないなら、行け。戻ったら最高の笑みを、頑張ってこい」（If this means I'll see you smiling on your sister's wedding day, then go now, but when you come back, I want to see you happy on the video. Play well and make us proud.）と娘ジェスの背中を押す。決勝戦でジェスはジュールズと見事なコンビネーション・プレイを魅せ、フリーキックをベッカムさながらの鋭く曲がるシュートで決めて優勝。2人ともスカウトマンからアメリカでのスポーツ奨学金を獲得。アメリカへと飛び立つ寸前の空港ロビーでジェスは皆に囲まれ門出を祝いつつ、その場に居合わせた記者ら喧騒の中心にかねてからの憧れだったベッカムの姿をチーム・メイトで友人のジュールズと共に目にする。（了）

## キャスト
| 役名                   | 俳優                           | 日本語吹替 |
| ---------------------- | ------------------------------ | ---------- |
| ジェス・バームラ       | パーミンダ・ナーグラ           | 椎名へきる |
| ジュールズ・パクストン | キーラ・ナイトレイ             | 本田貴子   |
| ジョー                 | ジョナサン・リース＝マイヤーズ | 藤原啓治   |
| ジェスの父             | アヌパム・カー                 | 長克巳     |
| ジェスの母             | シャヒーン・カーン             | さとうあい |
| ピンキー･バームラ      | アーチー・パンジャビ           | 幸田夏穂   |
| メル                   | シャズネ・ルイス               | 深水由美   |
| アラン・パクストン     | フランク・ハーパー             | 岩崎ひろし |
| ポーラ・パクストン     | ジュリエット・スティーヴンソン | 一城みゆ希 |
| ビジ                   | ゾーラ・セーガル               | 火野カチコ |
| トニー                 | アミート・チャナ               | 鳥海勝美   |
| タズ                   | トレイ・ファーレイ             | 梯篤司     |
| ティーツ               | -                              | 佐藤晴男   |
| ティーツの父           | -                              | 長嶝高士   |
| モニカ                 | -                              | 山門久美   |
| ミーナ                 | -                              | 杉本ゆう   |
| バブリー               | -                              | 田村聖子   |
| ゲイリー               | -                              | 矢部雅史   |
| ティーツの母           | -                              | 浅井晴美   |
| トニーの母             | -                              | 斉藤貴美子 |
| ジョン・バーン         | 本人役                         | 田中一永   |

- デビッド・ベッカム（記録映像）
- 日本語版演出：羽田野千賀子

## スタッフ
- 監督：グリンダ・チャーダ
- 製作：ディーパク・ナーヤル、グリンダ・チャーダ
- 製作総指揮：ウルリッヒ・フェルスベルク、ラッセル・フィッシャー、サイモン・フランクス、ジギー・カマサ、ハニート・ヴァスワニ
- 脚本：グリンダ・チャーダ、グルジット・ビンドラ、ポール・マエダ・バージェス
- 撮影：ジョン・リン
- 編集：ジャスティン・クリシュ

## 受賞歴等
- ロカルノ国際映画祭／観客賞（2002年）
- ボルドー映画祭／観客賞・審査員特別賞・最優秀女優賞（2002年）
- シドニー映画祭／観客賞（2002年）
- マラケシュ映画祭／審査員特別賞（2002年）
- ディナール英国映画祭／観客賞（2002年）
- FIFA／会長賞（2002年）
- サンダンス映画祭出品（2003年）
- 平壌国際映画祭／音楽賞（2004年）